# Leucodon sciuroides
Leucodon sciuroides là một loài Rêu trong họ Leucodontaceae. Loài này được (Hedw.) Schwägr. mô tả khoa học đầu tiên năm 1816.

## Hình ảnh

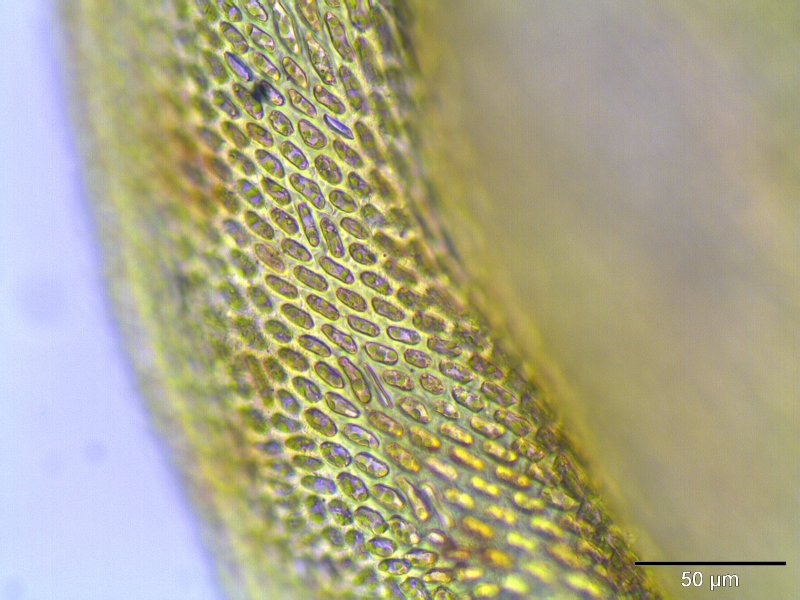
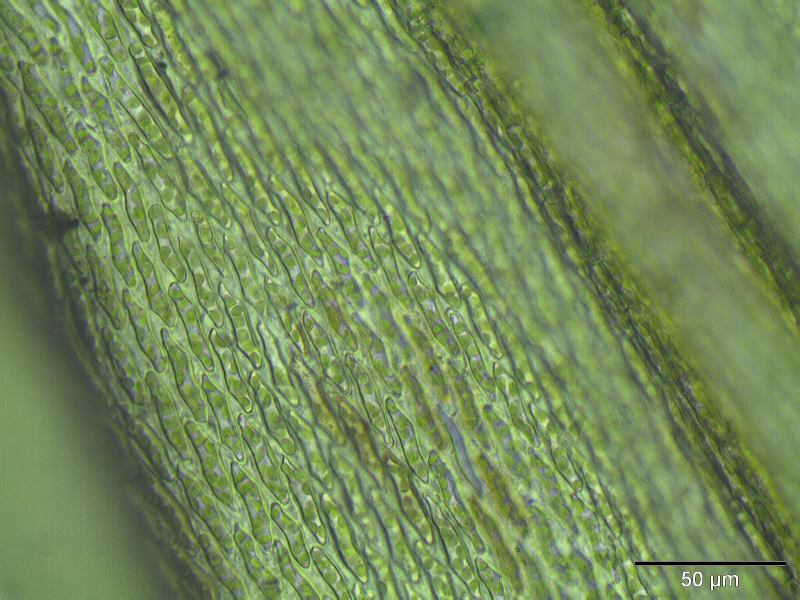
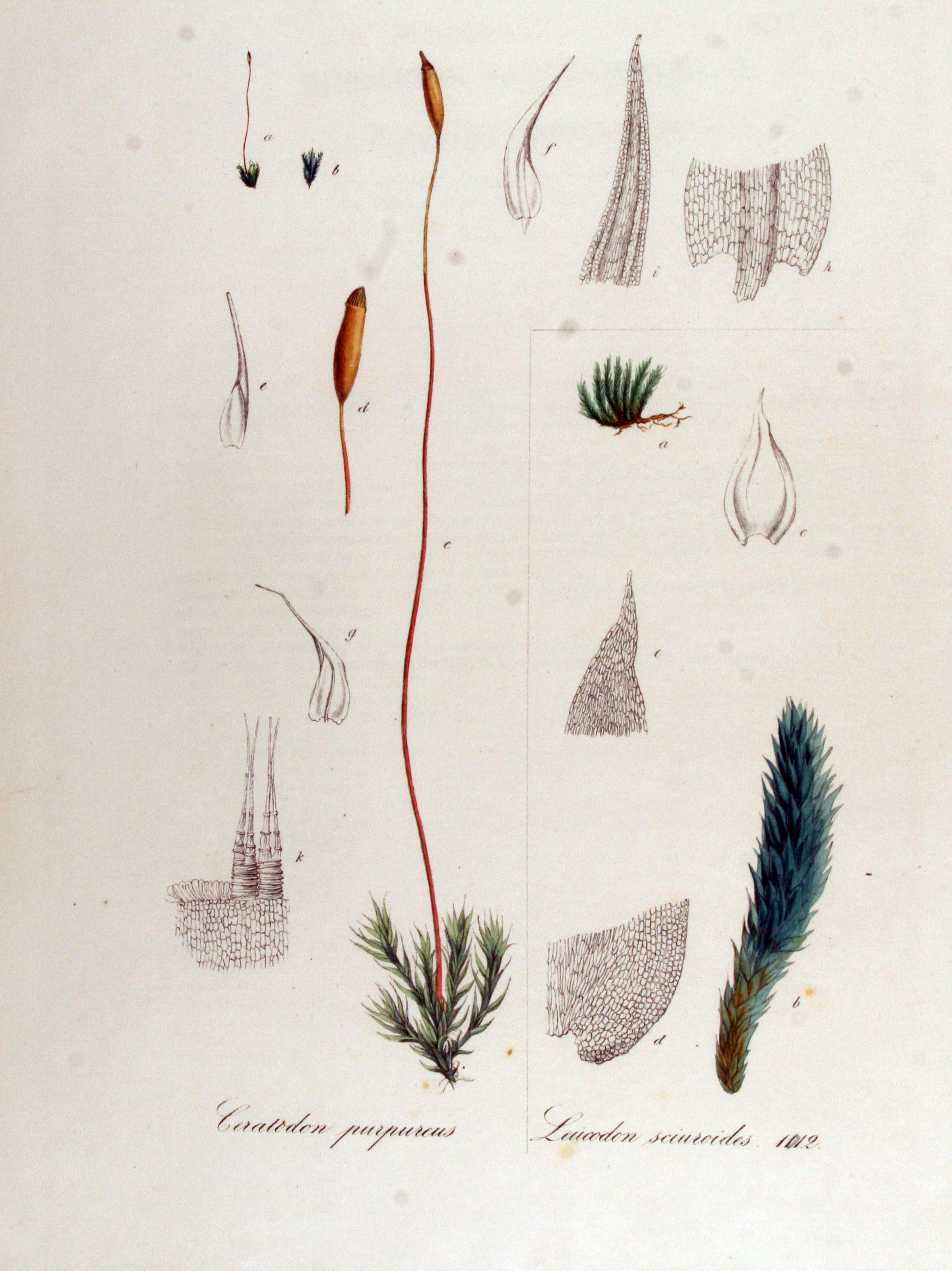